# Lana (album)
Lana je prvi album hrvatske pjevačice Lane Jurčević koji sadrži 10 pjesama. Autorica pjesama je Milana Vlaović.

## Pjesme
1. Rođena da budem prva
2. Na pola
3. Tvoja bivša
4. Otvori srce
5. Samo za tvoje oči
6. Preboli me
7. Što mi vrijedi sve
8. Otrov
9. Sada je kasno
10. Za sve